# Grímsvötn
Vous lisez un « bon article » labellisé en 2011.
Le Grímsvötn est un volcan d'Islande situé sous la calotte glaciaire du Vatnajökull, sur les Hautes Terres d'Islande, dans une région éloignée de toute habitation et infrastructure. Il s'agit d'une caldeira n'émergeant du glacier que sous la forme d'un escarpement rocheux et abritant un lac sous-glaciaire, lui aussi appelé Grímsvötn. Le débordement de ce lac, généralement en raison d'éruptions sous-glaciaires, entraîne régulièrement des jökulhlaups, un type d'inondations brutales et dévastatrices. Le Grímsvötn est l'un des volcans les plus actifs d'Islande avec en moyenne une éruption tous les dix ans au cours du XXe siècle. L'une des plus importantes est celle de 1996 dont le jökulhlaup provoque de lourds dégâts sur la route 1 faisant le tour du pays. Celle qui s'est déroulée du 21 au 28 mai 2011 est la plus puissante de ce volcan depuis cent ans. Deux ensembles de fissures volcaniques sont associés à ce volcan dont celles des Lakagígar, siège de l'éruption ayant émis, entre 1783 et 1785, le plus grand volume de lave des temps historiques.

## Toponymie
Grímsvötn est un terme islandais signifiant en français « les lacs de Grímur ». Son étymologie repose sur le terme islandais vötn, le pluriel de vatn, qui signifie en français « eau », « lac », et sur le nom propre islandais Grímur. L'identité de ce Grímur reste inexpliquée mais il pourrait se rapporter à Grímr, l'un des noms d'Odin qui signifie « Le Masqué ». En outre, Grímur et le terme norvégien grim, qui signifie « humide », « mouillé » mais aussi « sombre », sont issus de la même racine scandinave. Le champ lexical de l'eau pourrait faire référence aux lacs ou aux inondations provoquées par le volcan tandis que l'adjectif « sombre » peut désigner la noirceur des falaises du Grímsfjall. Si l'origine de ce toponyme reste inconnue, il est néanmoins mentionné pour la première fois en 1598 dans une lettre en latin rédigée par Ólafur Einarsson, un prêtre islandais, à l'occasion d'une de ses éruptions et ce nom apparaît dans la légende de Vestfjarða-Grímur Sigurdsson racontant les aventures d'un jeune islandais jusqu'en Norvège,.
La prononciation islandaise est 'kriːmsvœʰtn̥. Ce toponyme sert à désigner aussi bien le volcan que les lacs subglaciaires situés dans sa caldeira. Le volcan est aussi appelé Sviagígur.

## Géographie

### Localisation

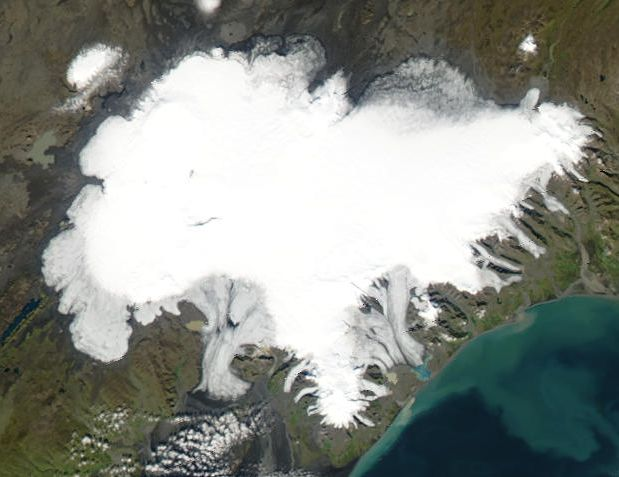
Image satellite du Vatnajökull en septembre 2002 : la ligne sombre sub-horizontale dans le centre-ouest du glacier est le Grímsfjall et la petite tache sombre au-dessus est la fissure de Gjálp.

Le Grímsvötn est situé dans le sud-est de l'Islande, à proximité du centre du Vatnajökull. Administrativement, il est partagé entre les municipalités de Hornafjörður dans la région d'Austurland, de Þingeyjarsveit et de Skútustaðahreppur dans celle de Norðurland eystra et de Skaftárhreppur dans celle de Suðurland. Les limites de ces municipalités convergent en ligne droite au Grímsfjall, le sommet du volcan,. Le volcan est aussi inclus dans le parc national du Vatnajökull, tout comme le reste du glacier et certaines régions environnantes.

### Topographie

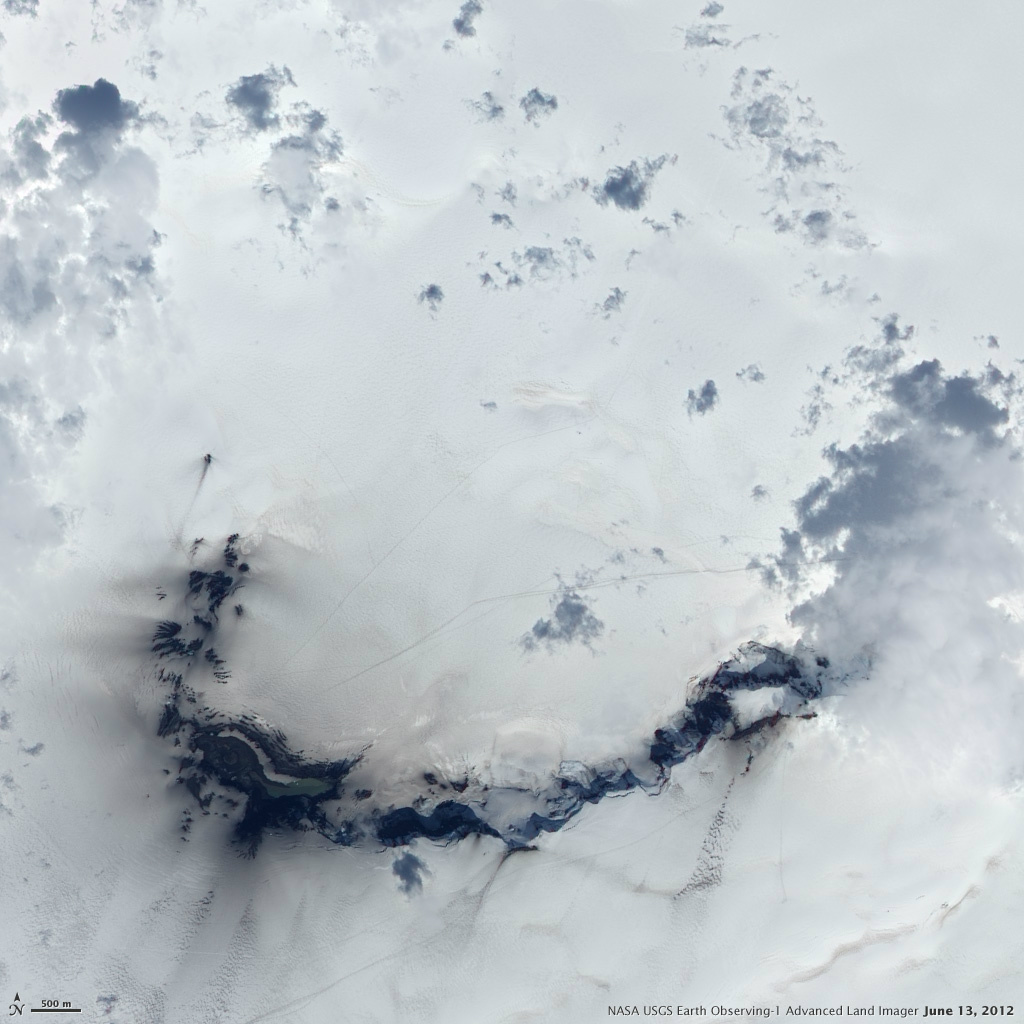
Image satellite en juin 2012 de la caldeira sous-glaciaire du Grímsvötn avec dans le bas de l'image le Grímsfjall et le lac subglaciaire à l'air libre à la suite de l'éruption de 2011.

La partie centrale du Grímsvötn est constituée d'un ensemble de caldeiras sous-glaciaires totalisant six kilomètres de largeur pour huit kilomètres de longueur, soit environ 20 km2 de superficie. Le plancher de cette dépression est incliné vers le sud où se trouve un lac sous-glaciaire maintenu liquide par l'importante activité géothermique liée à la chaleur du volcan,,. La dépression formée par la caldeira se traduit à la surface du glacier par un creux dans le Vatnajökull d'approximativement 60 km2 de superficie où la glace atteint 200 mètres d'épaisseur,. Des fissures volcaniques associées au Grímsvötn et alignées selon un axe nord-est-sud-ouest s'éloignent du volcan depuis la caldeira sous le Vatnajökull pour ressortir à l'air libre dans le cas des Lakagígar au sud-ouest.
Le Grímsvötn culmine à 1 719 mètres d'altitude au Grímsfjall, le rebord méridional de la caldeira situé 360 mètres plus haut que son fond, ce qui le fait émerger au-dessus de la surface du Vatnajökull sous la forme d'une falaise. Cet escarpement rocheux abrite un refuge utilisé par les randonneurs qui parcourent les différents itinéraires de randonnée sur glace traversant le Vatnajökull et convergeant tous au Grímsvötn. Il se compose de deux abris, un stock de carburant, des sanitaires ainsi qu'un système de chauffage par géothermie, le tout construit progressivement à partir de 1957. Deux stations GPS et de mesure des trémors sont en outre installées sur le Grímsfjall, les seules stations de ce type à se trouver dans le centre du Vatnajökull et non sur son pourtour.

### Hydrographie

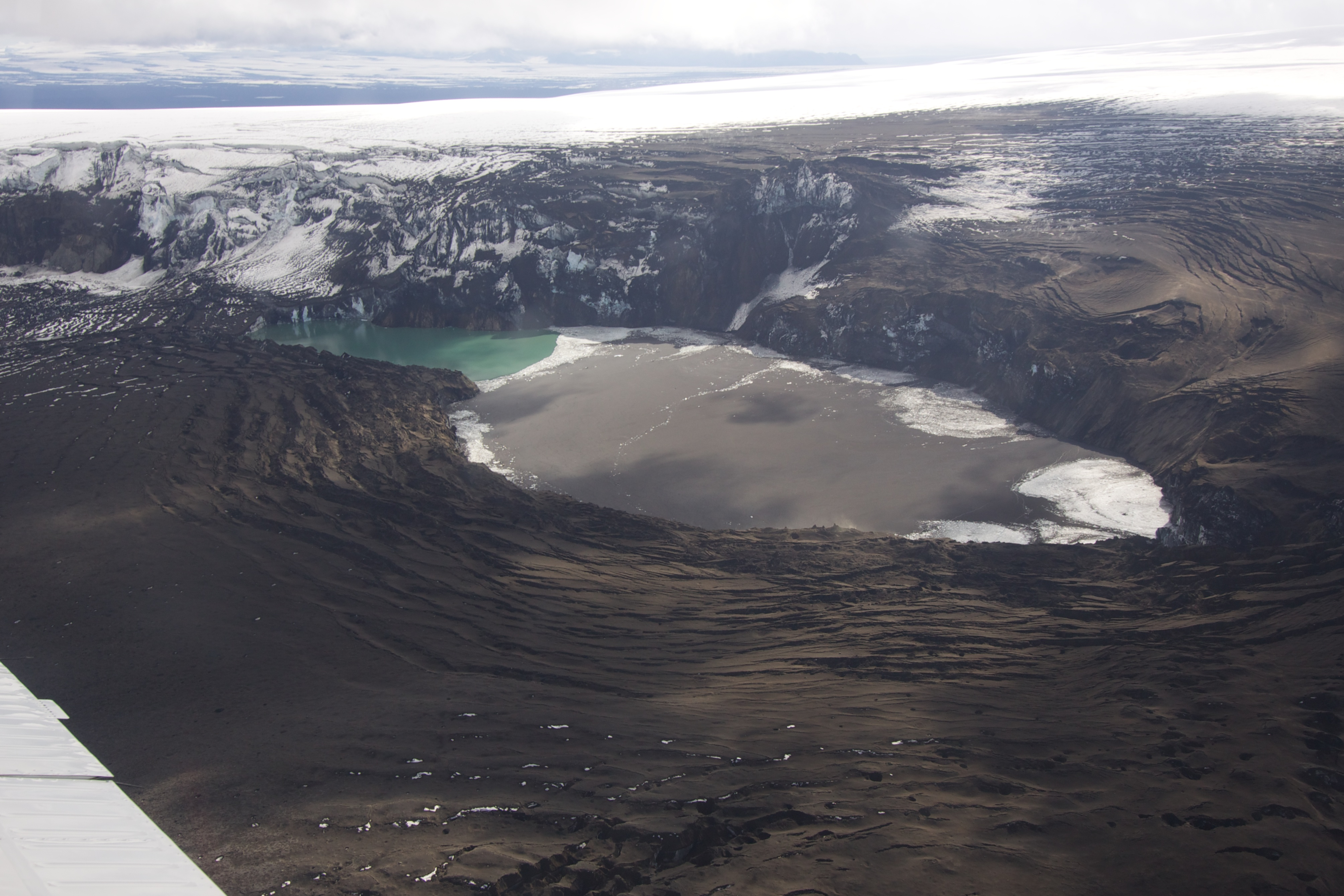
Vue aérienne le 27 août 2011 du lac sous-glaciaire mis au jour par la fonte du Vatnajökull lors de l'éruption de fin mai 2011 ; le Grímsfjall (à gauche) dépasse du glacier recouvert de téphras autour du lieu de l'éruption.

Dans le sud de la caldeira, contre le Grímsfjall, la chaleur du magma maintient une poche d'eau liquide qui forme ainsi un lac sous-glaciaire, dont le bassin versant mesure environ 160 km2 de superficie. La zone du glacier affecté par ce géothermalisme correspond à peu près à la dimension du lac sous-glaciaire, soit une superficie de l'ordre de 35 km2. Dans cette zone, le déficit de glace dû à la fonte équivaut à une épaisseur de sept mètres par an.
Ce lac profond d'une centaine de mètres est recouvert d'une épaisseur de 50 à 200 mètres de glace. Au contact de la glace, dans sa partie supérieure, la température de l'eau est proche de 0 °C tandis qu'elle peut atteindre 4 °C dans sa partie inférieure, au contact de la roche qui la réchauffe. Outre la température, sa concentration en solutés est aussi étagée, l'eau de fonte de la glace venant les diluer dans la partie supérieure de ses eaux. Son pH varie entre 7,0 et 5,7 soit de neutre à légèrement acide. Les eaux de ce lac ont été atteintes en 2004 par carottage afin d'étudier son écosystème qui révèle la présence de bactéries, les premières trouvées dans un tel lieu.
L'activité hydrothermale donnant naissance à ce lac est aussi visible en surface du glacier sous la forme de fumerolles émises depuis la falaise du Grímsfjall vers 1 700 mètres d'altitude. De plus, ces gaz volcaniques chauds sculptent le glacier en créant des grottes de glace et l'eau de fonte s'accumule aux pieds de la falaise sous la forme de petits lacs. Ces manifestations en surface sont toutefois changeantes en fonction de l'activité du volcan et des mouvements de la glace.

### Géologie
Géologiquement, le Grímsvötn est lié aux autres volcans fissuraux du Bárðarbunga, situé au nord sous le Vatnajökull, et des Lakagígar, situés au sud-ouest de la calotte glaciaire,,. Il se trouve à la croisée des trois branches islandaises du rift médio-atlantique. Ainsi, au niveau du Grímsvötn, la branche Nord du rift donne naissance à deux rifts, l'un se dirigeant vers le sud-ouest et l'autre vers l'ouest pour se prolonger par la dorsale de Reykjanes. Cette configuration géologique est généralement interprétée comme marquant l'aplomb du point chaud d'Islande qui est ainsi situé juste sous le Grímsvötn. Le magma de ce point chaud alimente une chambre magmatique, dont le volume pourrait atteindre 400 km3 et située à une profondeur maximale de 2,5 kilomètres. Ce magma produit des laves basaltiques tholéiitiques typiques des volcans rouges, notamment des Islandais,.
Ses éruptions sont généralement sous-glaciaires et se traduisent donc par des explosions phréatiques lorsque la surface du glacier est atteinte,. Parfois, elles sont accompagnées de jökulhlaups, des inondations provoquées par le débordement des lacs sous-glaciaires qui rompent les barrières de glace qui les contiennent,,. L'eau évacuée l'est principalement en direction du sud et traverse ainsi le Skeiðarársandur, une plaine côtière, avant d'atteindre l'océan Atlantique,,.

### Écosystème
Les conditions climatiques en surface du Vatnajökull étant polaires, la vie y est limitée aux espèces psychrophiles microscopiques comme des bactéries ou encore des tardigrades vivant dans la neige à la surface du glacier.
Au cours de l'été 2004, des scientifiques étudiant le lac sous-glaciaire découvrent des bactéries anaérobies psychrophiles, les premières à être découvertes dans un lac sous-glaciaire. Celles-ci profitent de la chaleur du volcan qui maintient l'eau des lacs liquide à une température propice au développement de la vie. Bien que le volcan rejette en abondance du soufre, élément de base du métabolisme d'autres bactéries extrêmophiles, celles du Grímsvötn fondent le leur sur le dioxyde de carbone, lui aussi émis en quantité. L'analyse de leur ADN indique qu'elles sont différentes des bactéries vivant en surface, signe qu'il n'y a pas eu de contamination du lac. Ces bactéries laissent penser aux scientifiques que de la vie est possible ailleurs que sur Terre, notamment sur Mars qui comporte des glaciers et des volcans. Afin de mieux les étudier, elles sont ainsi cultivées en laboratoire dans les mêmes conditions d'obscurité, de température et de composition chimique que dans le lac.

## Histoire

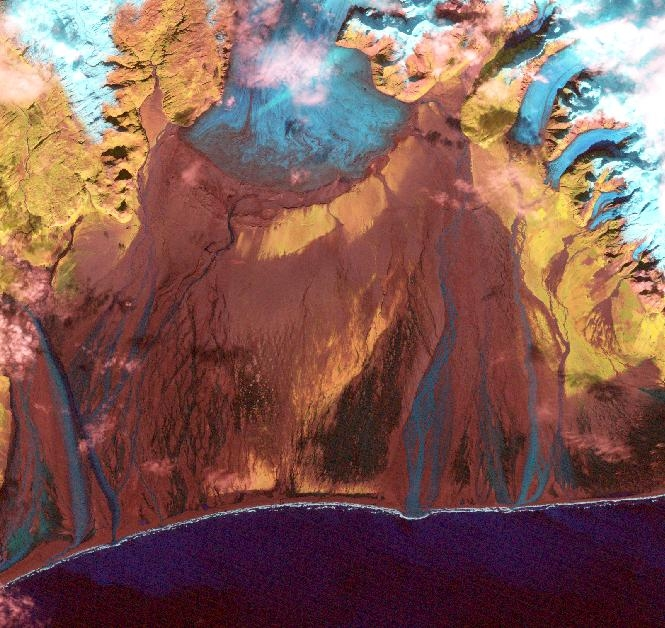
Image satellite du Skeiðarársandur traversé par la rivière Skeiðará avec en haut le Skeiðarárjökull et en bas l'océan Atlantique, le Grímsvötn et le Vatnajökull (non visibles) sont situés plus au nord : c'est sur cette plaine que se déroule la majorité des jökulhlaups liés au Grímsvötn.

### Comportement éruptif
Le Grímsvötn est l'un des volcans les plus actifs d'Islande,,. Entre sa première éruption observée par les Scandinaves en novembre 1332 et celle du 21 au 28 mai 2011, plus de 70 se sont produites avec une moyenne d'une éruption tous les dix ans au cours du XXe siècle. Avant ces observations par les hommes, au moins seize autres éruptions se sont produites sur ce volcan.
Les dates des éruptions antérieures à celle du 7 novembre 1598, l'une des premières à être observées avec celles de novembre 1332 et de mai 1341, ne sont connues que par des analyses au carbone 14 ou par des carottages de glace. Ses éruptions les plus puissantes sont d'indice d'explosivité volcanique de 4. Il s'agit de celles du mois de mai 1783 au 26 mai 1785, du 8 janvier au mois d'août 1873, du mois de décembre 1902 au 12 janvier 1904, la plus puissante à ce jour, et celle du 21 au 28 mai 2011,. Celle de 1783 à 1785 est toutefois particulière puisque l'éruption se manifeste au sud-ouest du Vatnajökull, via les Lakagígar, alors que les manifestations sous-glaciaires dans la caldeira du Grímsvötn sont de faible ampleur. Cette éruption qui s'est déroulée principalement aux Lakagígar constitue ainsi l'une des éruptions laviques les plus importantes des temps historiques. La fissure de 25 kilomètres de longueur rejette ainsi un volume de lave de 15 km3 qui forme des coulées atteignant une soixantaine de kilomètres de longueur. Ses conséquences sont majeures en Islande et de moindre ampleur dans l'hémisphère nord avec une baisse des températures entraînant des récoltes médiocres menant à des famines.
Le Grímsvötn connaît des cycles éruptifs de l'ordre de 60 à 80 ans entrecoupés de périodes de repos de longueur équivalente. Ainsi, entre la fin du XIXe siècle et les années 1930, le volcan enchaîne les éruptions dont l'indice d'explosivité volcanique varie de 1 à 4. Par la suite, pendant une bonne partie du XXe siècle, ses éruptions sont de faible ampleur, l'indice d'explosivité volcanique n'étant que de 0 et parfois 1. Avec celle du 28 mai au 2 juin 1983 et surtout à partir de celle de 1996, leur puissance augmente avec des indices d'explosivité volcanique variant entre 2 et 4.

### Éruption de 1996
La dernière éruption du Grímsvötn remontant au milieu des années 1980, plus de dix ans s'écoulent sans grande activité volcanique. Ainsi, deux petits jökulhlaups se déclenchent en juillet 1995 et en août 1996 en raison de l'activité géothermique sur le lieu de la future éruption. Ils sont chacun suivis par deux trémors, signes de deux probables éruptions sous-glaciaires. Cette activité sismique reste soutenue durant toutes ces années avec le déclenchement de nombreuses petites secousses sous le Bárðarbunga. Cependant, un séisme de magnitude 5,4 se produit le 29 septembre 1996, suivi de nombreuses autres secousses dans les deux heures suivantes dont cinq dépassent une magnitude de 3. Cette augmentation de l'activité sismique perdure et s'intensifie avec des centaines de séismes dont dix de magnitude supérieure à 3. Dans le même temps, un trémor apparaît et les épicentres se déplacent du nord de la caldeira du Bárðarbunga vers le sud en direction du Grímsvötn. Dans la soirée du 30, un trémor caractéristique des émissions de lave se déclenche tandis que d'autres séismes se produisent sous le Bárðarbunga entre 22 et 23 h.
Dès le lendemain, une observation aérienne du site de l'éruption, le même que celle de 1938, permet de constater la formation de deux dépressions d'un à deux kilomètres de longueur dans la surface du Vatnajökull, entre le Bárðarbunga et le Grímsvötn, à l'aplomb de la fissure volcanique de Gjálp, longue de quatre à six kilomètres,. Elles sont entourées de profondes crevasses plus ou moins concentriques taillées dans le glacier,. La dépression septentrionale est la plus profonde, avec une cinquantaine de mètres de dénivelé formée en un peu plus de quatre heures, traduisant une activité volcanique plus intense sous les 450 mètres d'épaisseur de glace. En effet, ces dépressions sont formées par la fonte de la glace à la base du glacier en raison de la chaleur de la lave,. L'eau de fonte est évacuée vers le sud et s'accumule dans le lac sous-glaciaire du Grímsvötn,,. Cette rivière souterraine formée d'eau réchauffée par la lave entaille le glacier, ce qui se traduit par l'apparition d'une nouvelle dépression peu marquée mais s'étirant du site de l'éruption jusqu'à l'aplomb du lac. Le volume d'eau y transitant est de l'ordre de 0,3 km3 pour les premières 24 heures de l'éruption et son débit se maintient autour de 5 000 m3/s durant les deux premières semaines avant de diminuer. L'apport d'eau dans le lac provoque l'élévation de son niveau, portant son altitude initiale d'environ 1 400 à 1 410 mètres le premier jour puis à 1 460 mètres le 3 octobre, soulevant de manière mécanique et dans les mêmes proportions la surface du glacier se trouvant au-dessus. L'emplacement du barrage de glace retenant ce lac laisse penser aux scientifiques que si un jökulhlaup se produit, il se déclenchera en direction du sud bien qu'une inondation depuis le rebord septentrional du Vatnajökull n'est pas écartée si l'activité volcanique se déplace vers le nord.
Les effets de l'éruption atteignent la surface du glacier le 2 à 4 h 47 avec l'apparition d'un panache volcanique né des violentes explosions qui se produisent. Celui-ci s'élève entre quatre et cinq kilomètres d'altitude tandis que les projections de téphras et de cendres atteignent 500 mètres de hauteur,. La cendre retombée du panache et recouvrant entre autres la moitié du Vatnajökull est une andésite basaltique dont la teneur en fluorine ne représente pas un danger de contamination du bétail. À la fin de la journée, le panache volcanique, essentiellement composé de vapeur d'eau, s'élève à dix kilomètres d'altitude depuis la crevasse large de plusieurs centaines de mètres tandis qu'une autre dépression est apparue trois kilomètres plus au nord, signe que l'activité volcanique se déplace. Cette troisième dépression atteint environ deux kilomètres de longueur ; la zone du Vatnajökull affectée par l'éruption s'étend alors sur neuf kilomètres de longueur pour trois de largeur. Celle où se produisent les explosions donnant naissance au panache volcanique s'est élargie, ce qui permet d'apercevoir l'eau de fonte dont le niveau est situé entre 50 et 200 mètres plus bas que la surface du glacier. Le 3 octobre, l'intensité des explosions diminue jusqu'à ce qu'elles deviennent sporadiques et cessent le 13 octobre, marquant la fin de l'éruption. Le gouffre taillé dans la glace est alors rempli d'eau de fonte d'où émerge sur une dizaine de mètres un petit cratère. Ce cratère est la partie visible d'une structure essentiellement sous-glaciaire édifiée le long de la fissure et dont la chaleur continue de faire fondre de grandes quantités de glace.

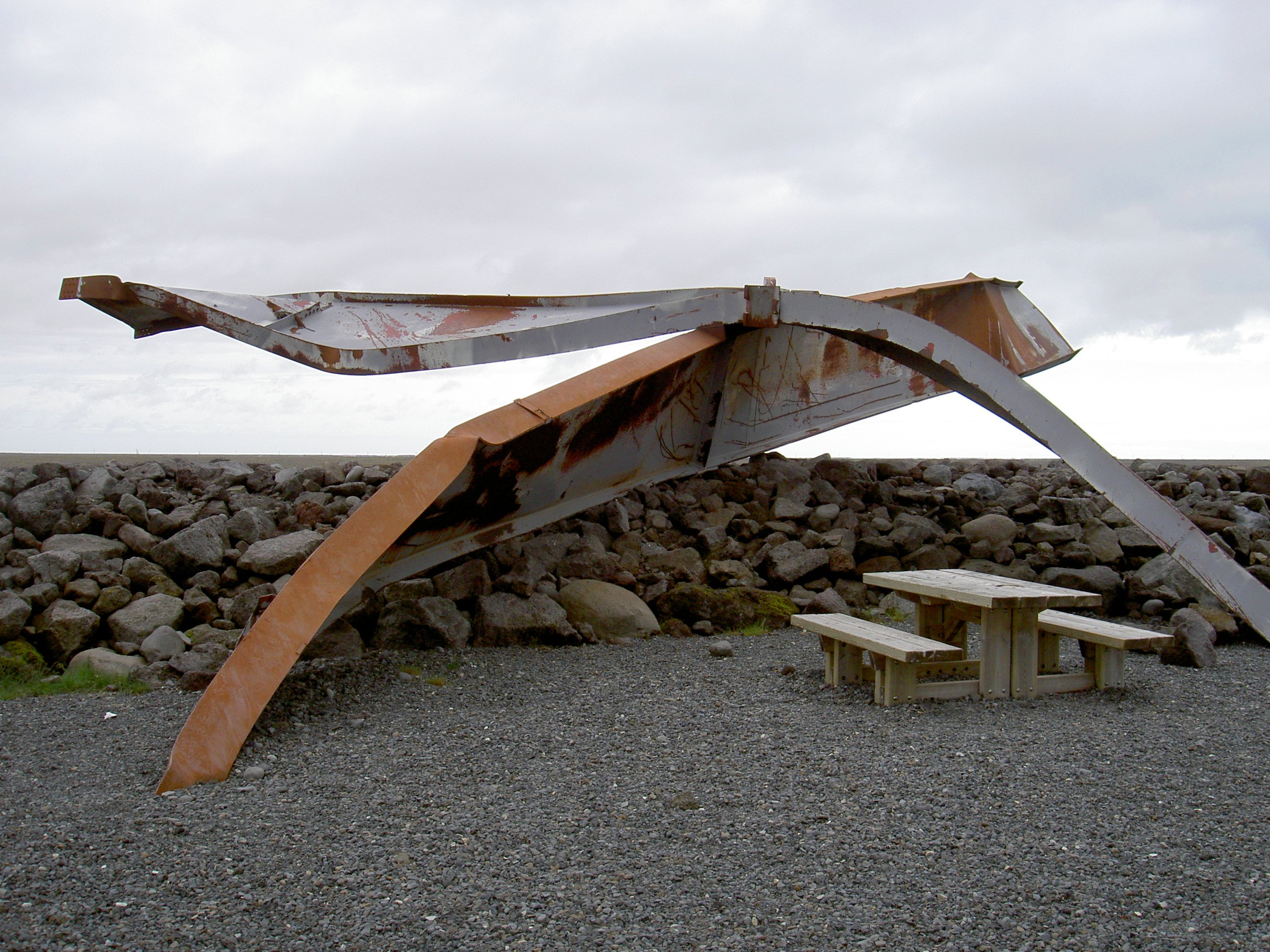
Vestige du pont de la Skeiðará de la route 1 détruit par le jökulhlaup de 1996.

À la fin de l'éruption, le volume du lac sous-glaciaire du Grímsvötn est compris entre 2 et 3 km3,, sa superficie est passée de 12 à 40 km2 et son altitude atteint 1 505 mètres le 17 octobre. Cette accumulation d'eau inquiète les autorités, un jökulhlaup du Grímsvötn se produisant généralement lorsque cette altitude approche ou dépasse les 1 450 mètres. Le jökulhlaup se déclenche finalement dans la matinée du 5 novembre, trois semaines après la fin de l'éruption, onze heures après l'apparition d'un trémor au niveau de la caldeira. Cette eau, qui a parcouru une cinquantaine de kilomètres sous la glace en direction du sud en marquant son passage par un alignement de dépressions en raison de sa température d'au moins 10 °C, ressort à l'air libre à l'extrémité du Skeiðarárjökull, une langue glaciaire du Vatnajökull. Le débit de la rivière Skeiðará augmente alors de manière brusque, multipliant entre 80 et 100 fois son débit entre 8 h et 10 h, atteignant une valeur maximale estimée à 45 000 m3/s vers 23 h, soit 1 000 à 15 000 m3/s de plus que lors des précédents jökulhlaups de 1934 et 1938 et ce qui équivaut au débit moyen du Gange et du Brahmapoutre réunis dans le delta du Gange. Ce débit diminue ensuite rapidement pour atteindre des valeurs habituelles au bout de deux jours. Le volume d'eau évacué est estimé à 3 km3, soit l'équivalent de la totalité du lac qui s'est par conséquent vidé intégralement, événement encore jamais produit. Cette inondation charriant de grandes quantités de matériaux et d'icebergs n'entraîne que peu de dégâts grâce à la surveillance du volcan, seuls des lignes électriques, trois ponts et des portions de la route 1 étant emportés. En revanche, aucune inondation ne se déclenche sur le rebord septentrional du Vatnajökull bien que les concentrations en dioxyde de carbone et en sulfure d'hydrogène dissous dans les eaux de fonte augmentent, signe d'une évacuation partielle de l'eau de fonte vers le nord. La diminution de la pression exercée sur le volcan liée à l'évacuation de l'eau serait la cause principale d'une petite éruption du Bárðarbunga déclenchée le lendemain à 23 h. Ne durant que de 20 à 30 minutes, elle se traduit par la formation d'un panache volcanique atteignant quatre kilomètres d'altitude.
Au total, un volume de téphras de 0,3 km3 est rejeté au cours de cette éruption qui fait environ quinze millions de dollars de dégâts. Selon les volcanologues et les météorologues islandais après analyse des cycles éruptifs du Grímsvötn au cours des 1 000 dernières années, cette éruption marque le début d'une période d'activité plus intense qui pourrait durer des décennies. Leurs présomptions sont confirmées par les éruptions suivantes.

### Éruption de 1998
L'éruption de 1998 est précédée pendant plusieurs semaines de signaux sismiques qui s'intensifient avant son déclenchement avec l'apparition d'un essaim sismique le 17 décembre à 22 h et une brusque augmentation de l'activité sismique dans la nuit à 3 h 30,. Ces séismes sont remplacés par un trémor à partir de 9 h 20, signe du déclenchement de l'éruption avec la sortie de la lave le long d'une fissure de 1,3 kilomètre de longueur située dans le sud-ouest de la caldeira, au pied du Grímsfjall,. Après avoir traversé la glace du Vatnajökull en dix minutes, la lave forme un panache volcanique qui s'élève rapidement au-dessus du glacier jusqu'à une dizaine de kilomètres d'altitude, le rendant visible de Reykjavik située à 200 kilomètres à l'ouest,. Ce nuage volcanique se déplace vers le sud-est et provoque des chutes de cendres et de téphras jusqu'à une cinquantaine de kilomètres dans la même direction.
Le 19, l'éruption perd en intensité avec des explosions moins puissantes, le panache volcanique ne s'élevant plus qu'entre 7 et 8 kilomètres et l'activité volcanique se concentrant principalement sur l'un des cônes volcaniques nouvellement formés le long de la faille. Cette activité moins intense se poursuit le lendemain mais elle est marquée par une augmentation de la quantité de cendres volcaniques dans le panache qui s'élève toujours à 7 kilomètres d'altitude avant de se rabattre en dessous de deux kilomètres d'altitude, plongeant le volcan dans l'obscurité du nuage. Les observations suivantes se font le 27 et montrent une activité intermittente constituée d'explosions sporadiques qui projettent des cendres jusqu'à 4,5 kilomètres d'altitude ainsi que des téphras, dont des bombes volcaniques atteignant cinquante centimètres de diamètre, autour de la dépression de glace, la ceinturant d'un anneau de matériaux volcaniques. L'activité volcanique cesse le 28 à partir de 10 h 50 avec un trémor qui devient sporadique puis qui disparaît complètement à 14 h, marquant la fin de l'éruption,. Contrairement à la précédente de 1996, aucun jökulhlaup ne se déclenche, la quantité de glace fondue étant trop faible et l'eau de fonte ne s'étant pas déversée dans le lac sous-glaciaire,.

### Éruption de 2004

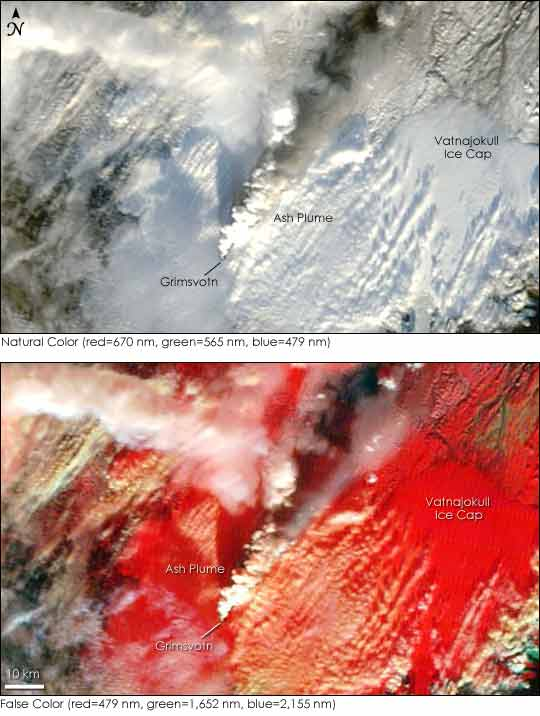
Images satellites en couleurs naturelles (en haut) et en fausses couleurs (en bas) du Grímsvötn en éruption en novembre 2004 ; un panache volcanique s'élève du volcan et survole le Vatnajökull.

Après plus de quatre ans de repos, le Grímsvötn montre des signes de réveil à partir du milieu de l'année 2003 avec une augmentation de la sismicité accompagnée d'un gonflement du volcan,,. Ces deux phénomènes perdurent jusqu'à la fin octobre 2004 lorsqu'ils s'accélèrent. Le 26, cette sismicité est accompagnée d'un puissant trémor qui indique que de grandes quantités d'eau se déversent dans le lac sous-glaciaire, faisant craindre un jökulhlaup,. Ce surplus d'eau, provoqué par la remontée de magma qui réchauffe et fait fondre la calotte glaciaire du Vatnajökull, est évacué en direction du sud via la rivière Skeiðará à partir du 29 sous la forme d'un jökulhlaup,. D'un débit maximal de 3 000 à 4 000 m3/s le 2 novembre et d'un volume total de 0,5 km3, celui-ci ne provoque aucun dégât, notamment sur les infrastructures routières.
Le 1er novembre vers 18 h, un essaim sismique est détecté sous le volcan et se mue en un trémor de basse fréquence vers 21 h, indiquant l'arrivée de la lave en surface, donc du début de l'éruption,,. Cette sortie de la lave est déclenchée par la baisse du niveau de l'eau du lac estimée entre dix et vingt mètres,. Cette évacuation de l'eau diminue la pression exercée sur le volcan ce qui ne permet plus de contrebalancer celle présente dans la chambre magmatique depuis l'éruption de 1998, permettant ainsi la sortie de la lave,,. Une fois arrivée en surface, cette lave entre en contact direct avec l'eau du lac, explose et se fragmente. Ces explosions mettent environ une heure pour percer les 150 à 200 mètres de glace recouvrant le lieu de l'éruption. Un panache volcanique s'élève alors au-dessus du volcan jusqu'à une altitude d'environ 13 kilomètres, entraînant une perturbation du trafic aérien avec la déviation de certaines lignes aériennes. Les régions islandaises affectées par l'éruption étant inhabitées, aucune évacuation n'est effectuée mais des éleveurs du nord du pays rentrent préventivement leurs bêtes par crainte d'un empoisonnement de leur bétail au fluor contenu dans les cendres. Des pluies de cendres sont constatées jusqu'à 150 kilomètres du volcan, principalement en direction du nord et du nord-est, et le panache volcanique est observé au-dessus de la Scandinavie,.
Le 2 novembre, des observations permettent de constater la formation d'une dépression d'environ un kilomètre de diamètre taillée dans les 200 mètres d'épaisseur de glace du Vatnajökull, dans le sud-est de la caldeira du Grímsvötn,. L'éruption se déroule le long d'une fissure volcanique de moins d'un kilomètre de longueur,. Le survol du volcan par les scientifiques permet de mettre en évidence une deuxième dépression dans le glacier à huit kilomètres à l'est de la dépression principale et d'où s'échappent des panaches de vapeur d'eau,. Le lendemain, les explosions d'indice d'explosivité volcanique de 3 pour les plus puissantes se produisent par épisodes,. Le panache volcanique, alors essentiellement composé de vapeur d'eau, varie ainsi entre huit et quatorze kilomètres d'altitude,. Le 4, les explosions se font de plus en plus rares et sont moins puissantes, projetant des téphras jusqu'à un kilomètre de hauteur. Quelques-unes d'entre elles se produisent vers 11 h et consistent en des explosions phréatomagmatiques projetant jusqu'à un kilomètre de hauteur environ des téphras et des fragments de glace. Entre chaque explosion, un panache volcanique, contenant quelques cendres qui retombent dans le voisinage du cratère de glace, s'élève entre deux et quatre kilomètres d'altitude. L'eau de fonte de la principale dépression de glace se vaporise sous la forme d'un important panache de vapeur d'eau tandis celle de la seconde dépression s'écoule en direction de l'est vers l'extérieur de la caldeira. L'éruption prend fin vers 17 h alors que de la vapeur d'eau ne s'élève plus que de 180 mètres au-dessus du glacier. Le lac, jusqu'alors situé sous le glacier, est partiellement à l'air libre et un petit cône volcanique s'élève en son centre,. Le volume de lave émise au cours de cette éruption est estimé à moins de 0,1 km3.

### Éruption de 2011

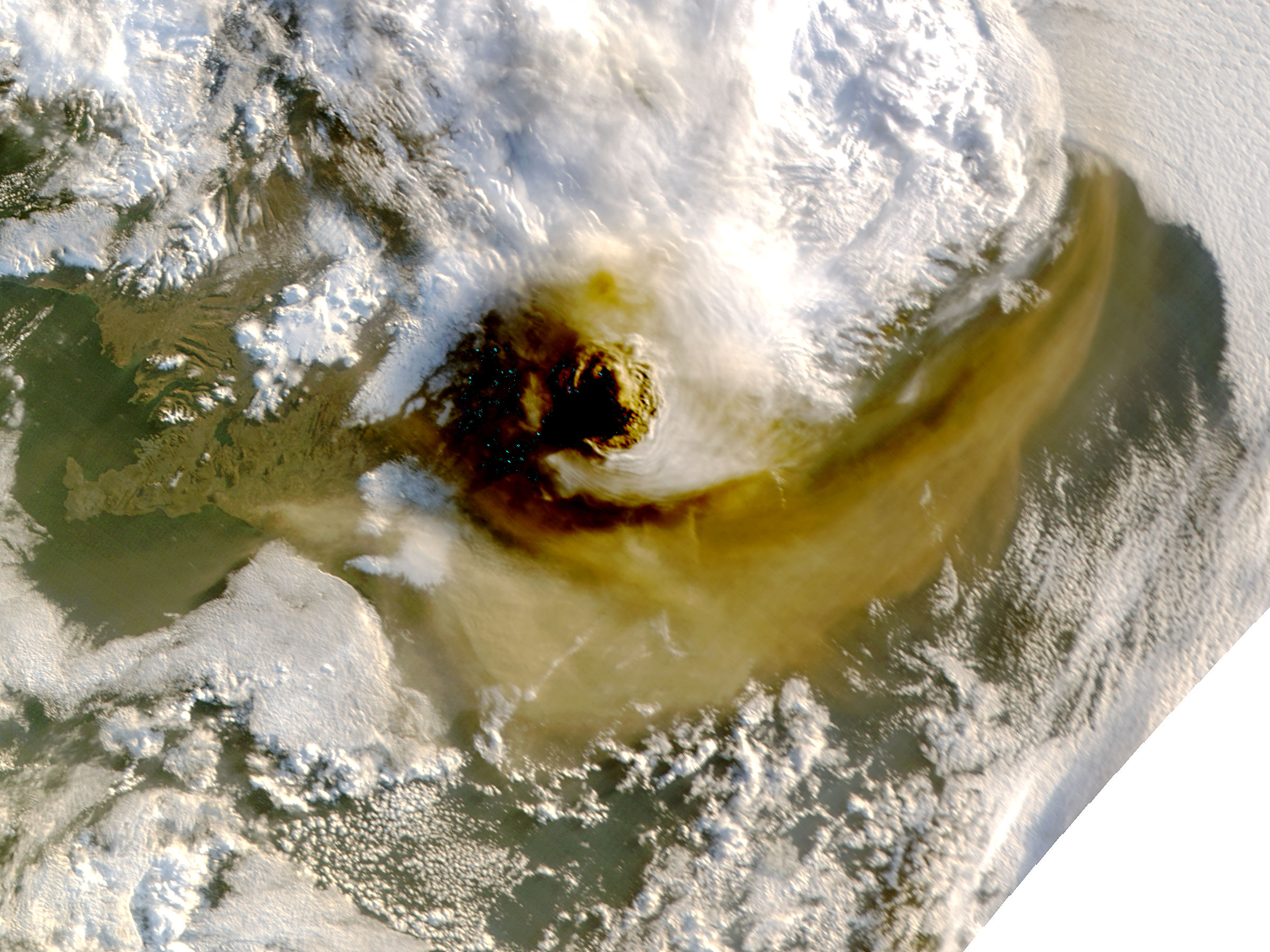
Image satellite du panache volcanique en forme de champignon du Grímsvötn le 22 mai 2011 ; le sud-ouest de l'Islande est visible sur le bord gauche de l'image.

Les prémices de l'éruption débutée le 21 mai 2011 sont représentés par deux trémors les 2 et 3 octobre 2010 accompagnés d'un gonflement du volcan, traduisant une remontée du magma. Un mois plus tard, le 1er novembre, de l'eau de fonte alimente le lac sous-glaciaire, faisant craindre une prochaine éruption. Celle-ci se déclenche le 21 mai 2011 à 18 h 25 heure locale après un autre épisode sismique d'une heure, dont la plus puissante secousse atteint une magnitude de 3. Elle se déclare à l'endroit même de la précédente éruption de 2004, dans le sud-ouest de la caldeira selon l'analyse des épicentres.

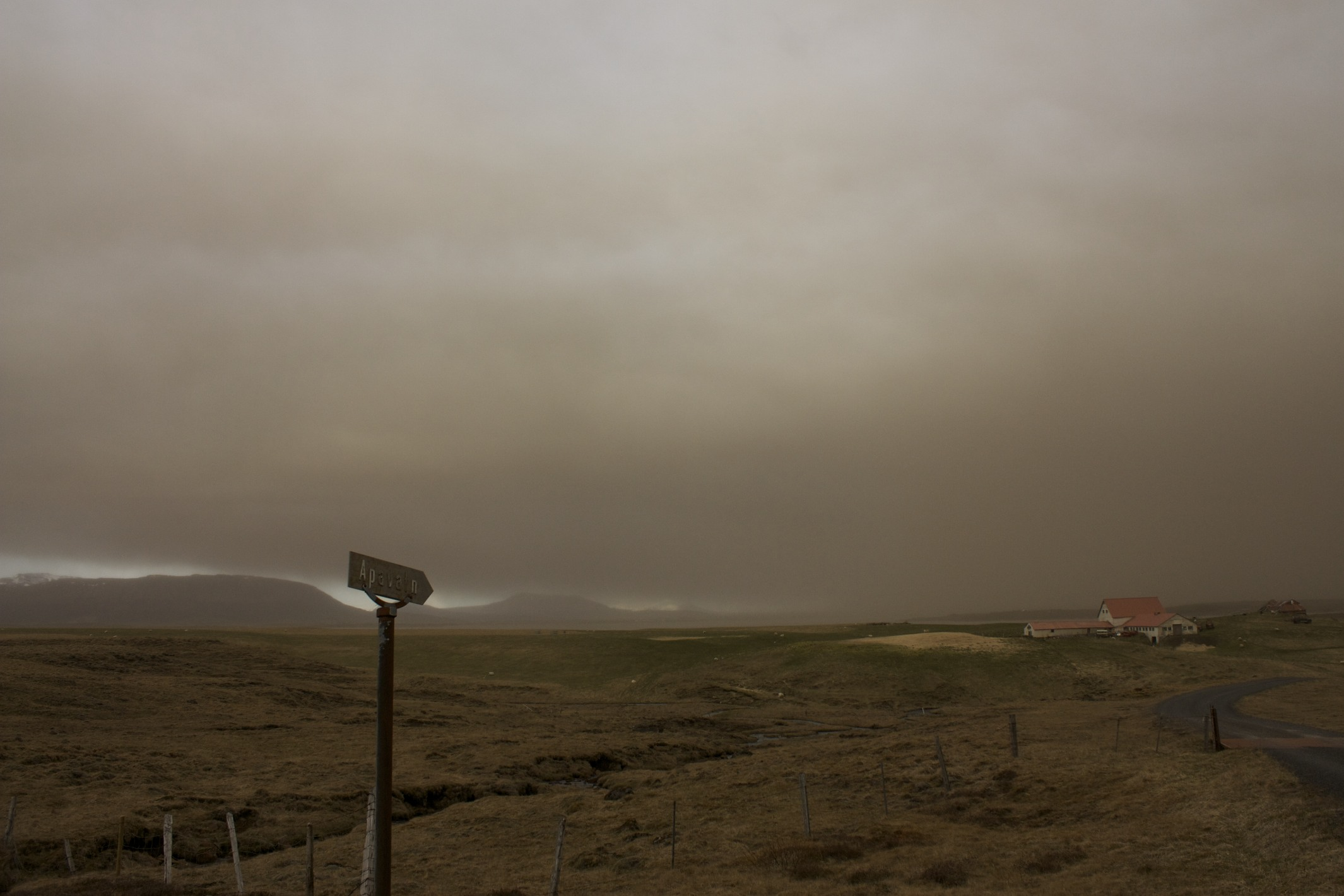
Ciel du sud de l'Islande obscurci par la cendre volcanique émise par le Grímsvötn le 22 mai 2011.

La lave basaltique fluide émise en grande quantité ne forme toutefois pas de coulée puisqu'elle entre directement en contact avec l'eau provenant du glacier ou du lac. En raison du choc thermique, elle se fragmente en produisant de puissantes explosions qui donnent naissance à un panache volcanique composé de vapeur d'eau, de cendres et de téphras. Ce panache, de couleur brun-gris à noire, est parcouru de nombreux éclairs en raison du frottement des particules solides entre elles. Il forme un nuage en forme de champignon d'une soixantaine de kilomètres de diamètre et dont la base se trouve à environ cinq kilomètres d'altitude. L'intensité de l'éruption diminue progressivement avec un débit de lave passant de plus de 10 000 t.s−1 lors du paroxysme durant les premières heures à une valeur comprise entre 2 000 et 5 000 t.s−1 le lendemain. L'altitude du panache volcanique redescend par conséquent, passant d'une altitude de quinze, à dix-neuf kilomètres au début de l'éruption à une altitude en dessous des dix kilomètres au bout de 24 heures puis autour de cinq kilomètres après 48 heures. Ce nuage se scinde en deux en fonction de son altitude. La partie la moins élevée du nuage se dirige vers le sud et provoque un important obscurcissement du ciel en raison des cendres et des téphras qu'il contient. Ces matériaux retombent rapidement au sol sur la plupart du pays mais leur accumulation est maximale en direction du sud, une zone cependant très faiblement habitée. Le reste de ce nuage poursuit sa route au-dessus de l'océan Atlantique sur plusieurs centaines de kilomètres en direction du sud et du sud-est. La partie la plus élevée du panache se déplace quant à elle vers le nord sur plusieurs centaines de kilomètres dans les premières heures puis vers l'ouest. Dans la nuit du 24 au 25, le panache atteint une altitude située autour de 5 kilomètres et jusqu'à 12 kilomètres à 2 h mais plus aucun panache n'est détecté par radar à partir de 3 h 30. Au cours des jours suivants, quelques explosions phréatiques se produisent depuis les trois ou quatre petits cônes pyroclastiques entourés d'eau et situés dans le fond de la dépression taillée dans le glacier,. Ces explosions ne génèrent que de petits panaches volcaniques qui déposent des cendres dans le voisinage du volcan,. Dans le même temps, le trémor devient discontinu et cesse le 28 à 7 h, marquant la fin de l'éruption confirmée par une observation visuelle le 30. En raison de la nature explosive de l'éruption qui fragmente la totalité de la lave ce qui ne lui permet pas de former de coulée, peu de glace du Vatnajökull fond. Ainsi, le déclenchement d'un jökulhlaup, faiblement envisagé au cours de l'éruption,,, est totalement écarté une fois l'éruption terminée. Toutefois, s'il s'était produit, il aurait affecté le Skeiðarársandur, une plaine inhabitée le long de la côte atlantique.

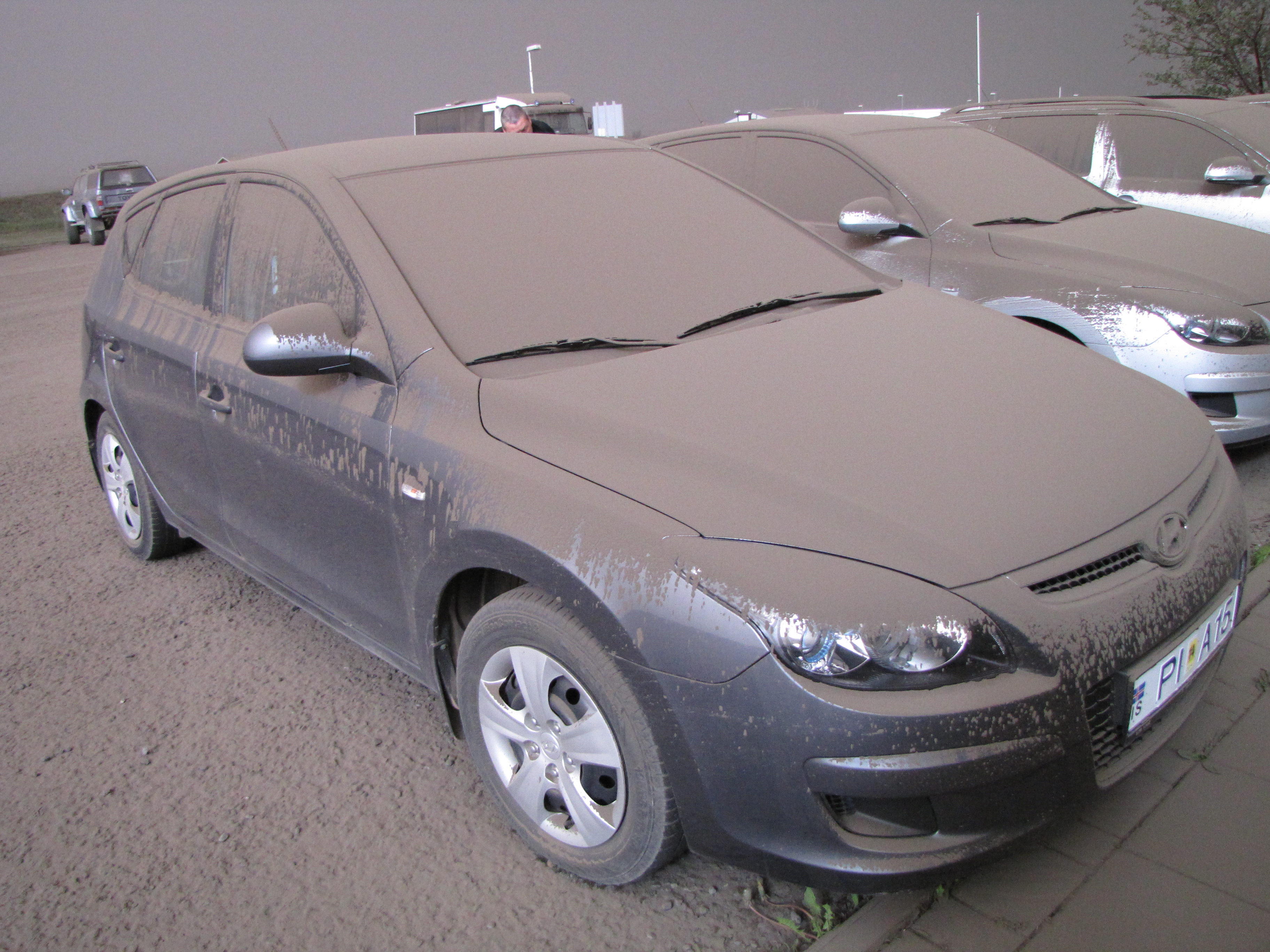
Cendres retombées sur des voitures dans le sud de l'Islande le 22 mai 2011-.

Dès son déclenchement, cette éruption est estimée par les géologues islandais comme étant la plus puissante de ce volcan depuis un siècle, dépassant celle de l'Eyjafjöll en 2010,. Néanmoins, ses effets sur le trafic aérien sont bien moins importants que lors de cette précédente éruption en raison de l'altitude différente du panache volcanique et de la durée de son émission, quelques jours contre plusieurs mois. Ainsi, du fait de sa proximité avec le volcan, l'espace aérien le plus touché reste celui de l'Islande dont les aéroports sont fermés dès le 22. Quelques centaines de vols sont annulés en Europe, principalement entre le 23 et le 25 mai, sur les 90 000 habituels sur cette période, dont environ 900 à 1 600 dans l'espace aérien britannique le 24, principalement en Écosse, entre 450 et 600 dans l'espace aérien allemand les 25 et 26, affectant principalement les aéroports de Berlin (Schönefeld et Tegel), Brême et Hambourg,, mais aussi dans le nord de l'Irlande le 24, dans le nord de la Norvège le 23 et au Groenland les 26 et 27. Dès le 26, la situation revient à la normale en Europe avec la réouverture de tous les aéroports, seul le Groenland étant encore affecté le 27. Hormis en ce qui concerne la navigation aérienne, l'éruption a des effets locaux dans le sud de l'Islande et notamment dans la localité de Kirkjubæjarklaustur. Dans cette région, les importantes chutes de cendre provoquent des dégâts sur les cultures et les pâturages. Des opérations spéciales de nettoyage sont effectuées, permettant la rapide réouverture des différents sites touristiques de cette région. Dans le reste du pays, les cendres tombées en proportions plus modestes sont rapidement évacuées par les pluies.

### Activité en 2024
Plusieurs séismes de faible magnitude sont détectés sous le volcan à partir du 4 janvier 2024, activité considérée comme inhabituelle par les volcanologues. Le 11 janvier, un jökulhlaup est observé sur le Skeiðarársandur avec un débit de la Skeiðará d'au maximum 1 000 m3 — alors que son débit moyen est de 110 m3 — et un volume d'eau libéré du glacier de 0,29 km3. Cette masse d'eau évacuée ne faisant plus pression sur le volcan, une éruption est considéré comme possible et le niveau d'alerte est alors relevé à jaune.